# Pictures of Matchstick Men
Pictures of Matchstick Men är en psykedelisk rocklåt, komponerad av Francis Rossi för gruppen Status Quo, där Rossi var och är medlem. Låten utgavs som gruppens debutsingel i januari 1968 på skivbolaget Pye Records. Rossi har berättat att han skrev låten inne på en toalett. Texten var delvis inspirerad av målningar av den brittiske konstnären L.S. Lowry.
Status Quo blev med åren en välkänd rockgrupp i Europa, men i USA blev "Pictures of Matchstick Men" deras enda singelhit.

## Listplaceringar
| Lista (1968)   | Position               |
| -------------- | ---------------------- |
| Australien     | 22 (Go Set)            |
| Danmark        | 6 (DR "Top 20")        |
| Kanada         | 8 (RPM)                |
| Nederländerna  | 3                      |
| Nya Zeeland    | 7 (NZ Listner)         |
| Storbritannien | 7                      |
| USA            | 12 (Billboard Hot 100) |
| Vallonien      | 18                     |
| Västtyskland   | 7                      |
| Österrike      | 18                     |